# Gutmannova vila
Gutmannova vila (též Gutmannův obytný dům) je obytný dům v Brně ve čtvrti Veveří. Je dílem architekta Ernsta Wiesnera. Činžovní vila vznikla v letech 1919 - 1922 a jedná se o jednu z prvních realizací tohoto českého architekta. Majitelem a zadavatelem stavby byl velkoobchodník s uhlím Wilhelm Gutmann.

## Popis budovy
Jedná se o první puristicky koncipovanou stavbu v Brně. Hladká fasáda byla ve městě, kde se doposud objevovaly především secesní a historizující dekory, naprostou novinkou. Fasáda je rozčleněna pouze keramickými šambránami oken a vchodu. Ernst Wiesner upřednostňoval před okouzlení fasádou spíše prostorové a funkční uspořádání vnitřních dispozic. Každé podlaží obsahuje čtyřpokojový nebo pětipokojový byt.
Novinkou byl i důraz kladený na přirozené osvětlení interiérů. Osvětlení je podřízen i tvar budovy, který měl eliminovat neosvětlené místnosti na dvorní fasádě. Poprvé v Brně se objevilo i velkoplošně prosklené schodiště nebo oboustranné prosvětlení vstupní haly. Vstupní průčelí je natočeno do nároží dvou ulic a umožňuje přístup jižního světla do hlavních obytných místností. Na severní stranu pak byly orientovány hlavně obslužné místnosti a schodiště.
Dům tvoří přechod mezi městskou a vilovou zástavbou Kraví hory. Ačkoliv se jedná o bytový dům, původními nájemci byli pouze příslušníci Gutmannovy rodiny.

## Historie budovy
Wilhelm Gutmann prodal dům cukrovarnickému podnikateli Felixi Redlichovi, který v roce 1926 dobudoval na zahradě garáže a skladiště. Za okupace byla vila majiteli zabavena pro jeho židovský původ, později roku 1946 znárodněna na základě Benešových dekretů. V roce 1953 získal dům do správy Bytový podnik města Brna. Dnes jsou byty v privátním vlastnictví obyvatel.